# Aarhus Godsbanegård
Aarhus Godsbanegård er en tidligere godsbanegård i Aarhus. Den var i brug fra 1923 til 2000, men har rødder tilbage i 1800-tallet. I december 2010 annoncerede Realdania, at det nedlagte godsbaneterræn skal omdannes til et moderne bykvarter, med kulturhuset Godsbanen i centrum. Projektet gennemføres i et samarbejde mellem Aarhus Kommune og Realdania.  Godsbanen blev indviet 30. marts 2012 

## Historien
Oprindeligt var godsbanegården placeret ved den gamle Aarhus Banegård (hvor Aarhus Rutebilstation nu holder til).
I 1890'erne blev det foreslået at flytte godsbanegården ud på Mølleengen fra dens hidtidige placering. Planerne for omplaceringen nåede i både 1896 og 1898 helt ind i byplanerne, men der skulle altså gå hele 27 år, inden planerne blev ført ud i virkeligheden. Projektet var nemlig meget bekosteligt, og det afstedkom derfor en langvarig og tilbagevendende debat i både Byrådet og i Rigsdagen, der tøvede med at give statslige bevillinger. 
Først efter det i 1916 ved lov blev bestemt at flytte rangerbanegården og godsbanegården til Mølleengen ved Århus Å, blev planerne ført ud i livet. I 1919 blev en ny byplan vedtaget, og i 1920 kunne anlæggelsen af den nye godsbanegård i Skovgaardsgade begynde. På grund af vanskelige jordbundsforhold forestod først et omfattende piloteringsarbejde, som bl.a. indbefattede, at 1.150.000 m3 jord blev fyldt ud i engen ved håndkraft. Derudover blev en del af åen flyttet længere mod nord, og 3000 granstammer blevet banket ned i 20 meters dybde som fundament for anlæggets nye bygninger. Ingeniør for anlæggelsen var banechefen Thorvald Engqvist.
Den nye godsbanegårds hovedbygning blev tegnet i nybarok stil af overarkitekt Heinrich Wenck og opført 1920-22 efter en projekteringsfase, der var begyndt i 1918. Det blev et af Wencks sidste værker som embedsarkitekt. Bygningen er i to etager, 15 fag lang og krones af et helvalmet tag med en lanterne og fire tagryttere med et kobberbeklædt spir kronet af en barok løgkuppel. Facaden er inddelt i lisener. Den er opført i røde mursten og tækket med røde vingetegl. Ventilationshætter og inddækninger omkring kviste er også i kobber.
Vinkelret på hovedbygningen findes to varehaller, og mellem varehallerne var der oprindeligt et gårdrum, hvor skinnerne endte blindt. Her foregik på- og aflæsning af de ind- og udgående godstoge. Dette åbne gårdrum mellem hallerne blev senere i henholdsvis 1972 og 1984 via en tilbygning bygget sammen med de to varehaller.
I 1925 blev rangerbanegården indviet i tilslutning til godsbanegården.
De fleste bygninger på området har høj bevaringsværdi i kommuneatlasset.